# شادية ياسين

## الحياة الشخصية
ولدت شادية ياسين في عام 1984 في الصومال. ومؤخرًاعاشت لفترة من الوقت في تنزانيا وكينيا، هاجرت إلى كندا في عام 1998 بينما كانت في سن المراهقة.
أما في مرحلة ما بعد التعليم الثانوي، فقد درست شادية ياسين في جامعة يورك في تورونتو وحصلت على درجة الماجستير المزدوجة في التنمية الدولية والدراسات الأفريقية، وتخرجت  بليسانس الآداب في عام 2007. وهي تعمل حاليًا على درجة الماجستير في التربية بمعهد أونتاريو التابع لجامعة تورونتو للدراسات التربوية.

## السيرة المهنية
مهنيا، شادية معلمة معتمدة.

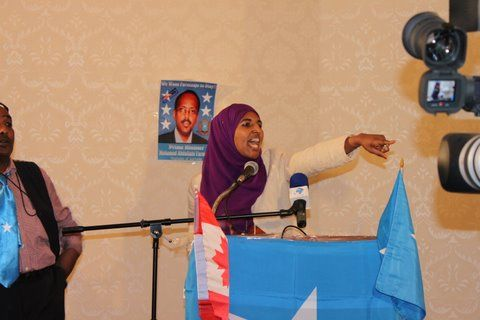
شادية ياسين تحفز الجماهير في مسيرة مؤيدة لفرماجو في تورنتو (يونيو / حزيران 2011).

عملت منذ عام 2008 كمنسقة لشبكة تحالف شباب يورك، وهي منظمة غير حكومية مقرها تورونتو. وبهذه الصفة، تدير شادية ياسين 18 وكالة لخدمة للشباب في منطقة جبل دينيس بويستون. وهي أيضًا في مجلس الوزراء الأونتاريوي فيما يتعلق بفرص الشباب.
في عام 2011، قادت شادية ياسين جنبًا إلى جنب مع غيرها من الصوماليين الكنديين مظاهرات دعمًا لرئيس الوزراء الصومالي محمد عبد الله محمد (فارماجو) الذي أُجبر على الاستقالة في حزيران / يونيو. وساعدت في الوقت نفسه على تنظيم رحلة شبابية للسفر ماشيًا إلى أوتاوا لزيادة الوعي بالجفاف الشديد في ذلك العام في الصومال.
بالإضافة إلى ذلك، ربطت شادية ياسين شباب تورونتو مع مجتمعات الأمم الأولى في موسديرنقطة، وتقع بالقرب من سودبوري. وفي إطار مبادرة إنشاء المواطن العالمي، سافرت مع شباب المناطق الحضرية المعرضين للخطر إلى تنزانيا من أجل غرس العمل التطوعي للشباب.وفي كانون الأول / ديسمبر 2012، ساعدت شادية ياسين أيضًا في تخطيط معرض ويست وون السنوي في جبل ويستون.
وإلى جانب التدريس والنشاطات التطوعية، ف شادية ياسين تعتبر أيضًا شاعرة وفنان الكلمة المنطوقة بعد أن قامت بالتأدية الشعرية في عدد من الأماكن. وكجزء من متطلباتها في برنامج النداء الموحد لجامعة يورك، لعبت دور الشاب هوا جبريل في جسر الشعرة الواحدة، وهو إنتاج موسيقي أصلي مستوحى من بيت الشعرلـالشاعر الصومالي المحارب القديم جبريل وحياته. وقد عملت شادية ياسين أيضا مع العديد من مشاريع الفنون التي تستهدف الأطفال والمراهقين تحت رعاية أجو.

## الجوائز

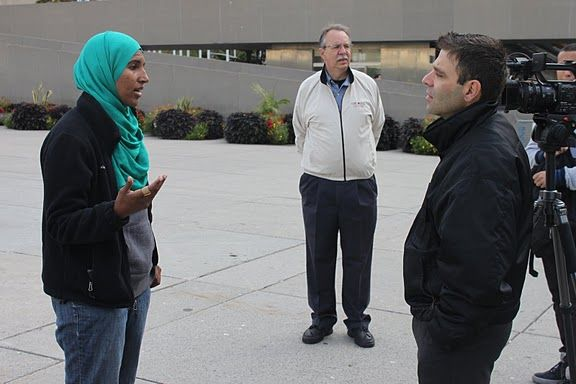
شــادية ياسين تتحدث إلى وسائل الإعلام في ميدان ناثان فيليبس في تورنتو (2011).

في عام 2013، سُميت تورنتو ستار باسم شادية ياسين من ضمن الأشخاص الأكثر مشاهدة سنويًا اعترافا وتقديرًا لها لعملها الاجتماعي واسع النطاق.